# Humankapital
Humankapital er en betegnelse for alt form for værdi, som mennesker akkumulerer, såsom viden, evner, social kapital, kreativitet og uddannelse, baseret på en antagelse om at mennesker er produktionsfaktorer på lige fod med kapital. 
I en samfundsøkonomisk analyse kan man bruge begrebet til at beskrive de positive effekter af mere uddannelse af arbejdsstyrken, eller til at finde de realøkonomiske konsekvenser af fx alkoholforbrug, overvægt eller lignende. De realøkonomiske konsekvenser måles ved ændringer i den samlede produktion, svarende til effekter i forhold til bruttonationalproduktet.
I det teoretiske begreb for humankapital antages det, at økonomien er i optimum, dvs. at der bl.a. antages fuld beskæftigelse. Når det antages, at økonomien er i optimum, vil nutidsværdien af produktionsfaktoren arbejdskraft svare til den forventede fremtidige løn tilbagediskonteret. Denne antagelse er ikke fuldt ud opfyldt, men lønnen er markedsprisen på arbejdskraft og det faktiske lønniveau afspejler bl.a. den beskæftigelsesmæssige situation. Lønnen kan derfor betragtes som en approksimation til produktionsværdien. 
Når en person dør eller bliver førtidspensioneret falder den akkumulerede humankapital, som en produktionsfaktor for samfundet.